# Super Pac-Man
Pour le système d'arcade portant le même nom, voir Super Pac-Man (système d'arcade).
Super Pac-Man est un jeu vidéo sorti sur borne d'arcade en 1982 et développé par Namco.